# Something New (film 2006)
Something New è un film del 2006 diretto da Sanaa Hamri.

## Trama
Kenya McQueen è una donna afroamericana di successo nel suo lavoro, cosa che non vale per la sua vita sentimentale. È molto impulsiva, e secondo la sua mentalità una donna di colore deve sposare un uomo di colore. Tutto inizia a cambiare quando conosce, con un appuntamento al buio, l'architetto Brian Kelly; tuttavia ciò porterà non pochi problemi, essenzialmente a causa della differenza di colore tra i due.

## Distribuzione
Il film è stato distribuito nelle sale cinematografiche degli Stati Uniti a partire dal 29 gennaio 2006. In Italia, come in molti altri paesi, ha fatto la sua comparsa in televisione, precisamente su La5 il 9 settembre 2010. Inoltre è disponibile in DVD su distribuzione Universal Pictures.